# Aire d'attraction de Caen
L'aire d'attraction de Caen est un zonage d'étude défini par l'Insee pour caractériser l’influence de la commune de Caen sur les communes environnantes. Publiée en octobre 2020, elle se substitue à l'aire urbaine de Caen, qui comportait 223 communes dans le dernier zonage qui remontait à 2010.

## Définition
L'aire d'attraction d'une ville est composée d’un pôle, défini à partir de critères de population et d’emploi ainsi que d’une couronne constituée des communes dont au moins 15 % des actifs travaillent dans le pôle. Le pôle d’attraction constitue ainsi un point de convergence des déplacements domicile-travail,.

## Type et composition
L’aire d'attraction de Caen est une aire intra-départementale qui comporte 294 communes dans le Calvados. 
Elle est catégorisée dans les aires de 200 000 à moins de 700 000 habitants, une catégorie qui regroupe 23,6 % au niveau national.

### Carte

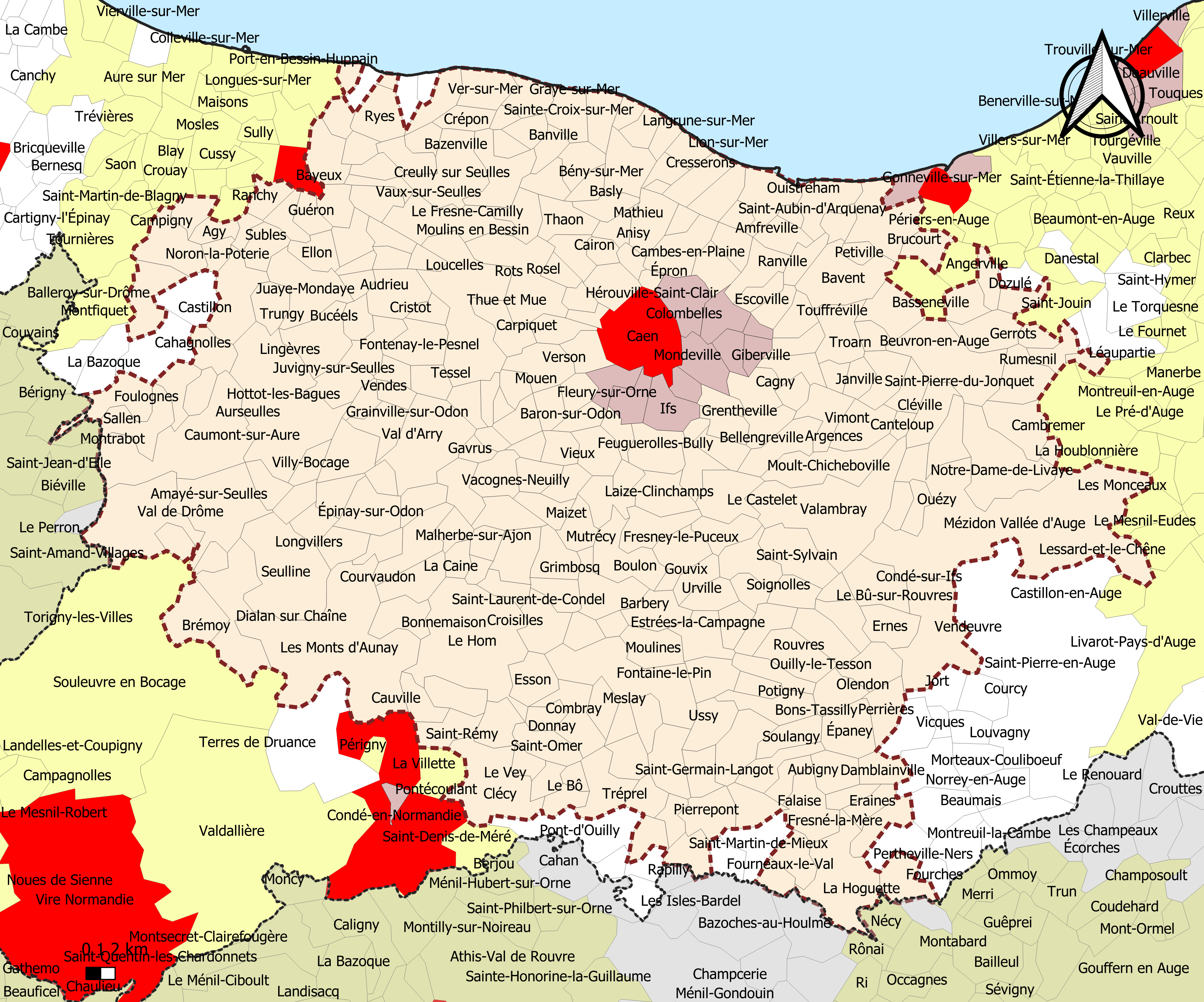
Carte de l'aire d'attraction de Caen.
Commune-centre
Commune du pôle principal
Commune de la couronne

### Composition communale
| Catégorie                  | Département | Communes | Communes |
| Catégorie                  | Département | Nombre   | Libellé |
| -------------------------- | ----------- | -------- | --- |
| Commune-centre             | Calvados    | 1        | Caen. |
| Communes du pôle principal | Calvados    | 10       | Colombelles, Cormelles-le-Royal, Cuverville, Démouville, Fleury-sur-Orne, Giberville, Hérouville-Saint-Clair, Ifs, Louvigny, Mondeville. |
| Communes de la couronne    | Calvados    | 283      | Agy, Valambray, Amayé-sur-Orne, Amayé-sur-Seulles, Amfreville, Aurseulles, Colomby-Anguerny, Anisy, Arganchy, Argences, Arromanches-les-Bains, Aubigny, Audrieu, Les Monts d'Aunay, Authie, Avenay, Balleroy-sur-Drôme, Banneville-la-Campagne, Malherbe-sur-Ajon, Banville, Barbery, Baron-sur-Odon, Basly, Basseneville, Bavent, Bazenville, Bellengreville, Bénouville, Bény-sur-Mer, Bernières-sur-Mer, Biéville-Beuville, Beuvron-en-Auge, Blainville-sur-Orne, Le Bô, Bonnemaison, Bonnœil, Bons-Tassilly, Bougy, Boulon, Bourguébus, Brémoy, Bretteville-le-Rabet, Thue et Mue, Bretteville-sur-Laize, Bretteville-sur-Odon, Bréville-les-Monts, Brucourt, Bucéels, Le Bû-sur-Rouvres, Cagny, Cahagnes, Cahagnolles, La Caine, Cairon, Cambes-en-Plaine, Campigny, Canteloup, Carcagny, Carpiquet, Caumont-sur-Aure, Cauvicourt, Cauville, Cesny-aux-Vignes, Cesny-les-Sources, Chouain, Cintheaux, Clécy, Cléville, Colleville-Montgomery, Colombiers-sur-Seulles, Combray, Condé-sur-Ifs, Condé-sur-Seulles, Cordey, Cormolain, Cossesseville, Courseulles-sur-Mer, Courvaudon, Crépon, Cresserons, Creully sur Seulles, Cristot, Croisilles, Culey-le-Patry, Damblainville, Le Détroit, Donnay, Douvres-la-Délivrande, Dozulé, Ducy-Sainte-Marguerite, Ellon, Émiéville, Épaney, Épinay-sur-Odon, Épron, Eraines, Ernes, Escoville, Espins, Esquay-Notre-Dame, Esquay-sur-Seulles, Esson, Estrées-la-Campagne, Éterville, Évrecy, Falaise, Feuguerolles-Bully, Fontaine-Étoupefour, Fontaine-Henry, Fontaine-le-Pin, Fontenay-le-Marmion, Fontenay-le-Pesnel, Foulognes, Frénouville, Le Fresne-Camilly, Fresné-la-Mère, Fresney-le-Puceux, Fresney-le-Vieux, Gavrus, Gonneville-en-Auge, Gouvix, Grainville-Langannerie, Grainville-sur-Odon, Graye-sur-Mer, Grentheville, Grimbosq, Guéron, Hermanville-sur-Mer, Hérouvillette, La Hoguette, Hotot-en-Auge, Hottot-les-Bagues, Janville, Juaye-Mondaye, Dialan sur Chaîne, Juvigny-sur-Seulles, Laize-Clinchamps, Landes-sur-Ajon, Langrune-sur-Mer, Ponts sur Seulles, Léaupartie, Leffard, Lingèvres, Lion-sur-Mer, Les Loges, Les Loges-Saulces, Longvillers, Loucelles, Luc-sur-Mer, Magny-en-Bessin, Maisoncelles-Pelvey, Maisoncelles-sur-Ajon, Maizet, Maizières, Maltot, Le Manoir, Manvieux, Martainville, Martigny-sur-l'Ante, Moulins-en-Bessin, Mathieu, Merville-Franceville-Plage, Méry-Bissières-en-Auge, Meslay, Le Mesnil-au-Grain, Meuvaines, Mézidon Vallée d'Auge, Monceaux-en-Bessin, Mondrainville, Montigny, Monts-en-Bessin, Mouen, Moulines, Moult-Chicheboville, Les Moutiers-en-Cinglais, Mutrécy, Nonant, Noron-l'Abbaye, Noron-la-Poterie, Notre-Dame-d'Estrées-Corbon, Val d'Arry, Olendon, Ouézy, Ouffières, Ouilly-le-Tesson, Ouistreham, Parfouru-sur-Odon, Périers-sur-le-Dan, Perrières, Petiville, Pierrefitte-en-Cinglais, Pierrepont, Plumetot, La Pommeraye, Potigny, Préaux-Bocage, Putot-en-Auge, Belle Vie en Auge, Ranville, Reviers, Castine-en-Plaine, Rosel, Rots, Rouvres, Rumesnil, Ryes, Le Castelet, Saint-André-sur-Orne, Saint-Aubin-d'Arquenay, Saint-Aubin-sur-Mer, Saint-Contest, Sainte-Croix-sur-Mer, Seulline, Saint-Germain-la-Blanche-Herbe, Saint-Germain-Langot, Saint-Germain-le-Vasson, Sainte-Honorine-de-Ducy, Sainte-Honorine-du-Fay, Saint-Jouin, Saint-Lambert, Saint-Laurent-de-Condel, Saint-Louet-sur-Seulles, Saint-Loup-Hors, Saint-Manvieu-Norrey, Saint-Martin-de-May, Saint-Martin-des-Entrées, Saint-Omer, Saint-Ouen-du-Mesnil-Oger, Saint-Pair, Saint-Paul-du-Vernay, Saint-Pierre-Canivet, Saint-Pierre-du-Bû, Saint-Pierre-du-Fresne, Saint-Pierre-du-Jonquet, Saint-Rémy, Saint-Samson, Saint-Sylvain, Saint-Vaast-sur-Seulles, Saint-Vigor-le-Grand, Sallen, Sallenelles, Sannerville, Sassy, Val de Drôme, Soignolles, Soliers, Sommervieu, Soulangy, Soumont-Saint-Quentin, Subles, Tessel, Thaon, Thury-Harcourt-le-Hom, Tilly-sur-Seulles, Touffréville, Tourville-sur-Odon, Tracy-Bocage, Tréprel, Troarn, Montillières-sur-Orne, Le Tronquay, Trungy, Urville, Ussy, Vacognes-Neuilly, Varaville, Vaux-sur-Seulles, Vendes, Vendeuvre, Versainville, Verson, Ver-sur-Mer, Le Vey, Victot-en-Auge, Vienne-en-Bessin, Vieux, Vignats, Villers-Bocage, Villers-Canivet, Villons-les-Buissons, Villy-lez-Falaise, Villy-Bocage, Vimont. |